# Habrophlebiodes gilliesi
Habrophlebiodes gilliesi is een haft uit de familie Leptophlebiidae. De wetenschappelijke naam van de soort is voor het eerst geldig gepubliceerd in 1963 door Peters.
De soort komt voor in het Oriëntaals gebied.